# Galina Bucharina
Galina Pietrowna Bucharina ros. Галина Петровна Бухарина (ur. 14 lutego 1945 w Woroneżu) – rosyjska lekkoatletka reprezentująca ZSRR, sprinterka, medalistka olimpijska z 1968 oraz medalistka mistrzostw Europy.
Na pierwszych europejskich igrzyskach juniorów w 1964 w Warszawie zdobyła srebrne medale w biegu na 100 metrów (za Ewą Kłobukowską) i w sztafecie 4 × 100 metrów (za sztafetą polską).
Zdobyła dwa medale na europejskich igrzyskach halowych w 1967 w Pradze: złoty w sztafecie 4 × 1 okrążenie (która biegła w składzie: Wałentyna Bolszowa, Bucharina, Tatjana Tałyszewa i Wira Popkowa) oraz brązowy w biegu na 50 metrów. Na następnych europejskich igrzyskach halowych w 1968 w Madrycie zajęła 5. miejsce w biegu na 50 metrów, a sztafeta 4 × 1 okrążenie z jej udziałem została zdyskwalifikowana.
Na igrzyskach olimpijskich w 1968 w Meksyku zdobyła wraz z koleżankami brązowy medal w sztafecie 4 × 100 metrów (sztafeta radziecka biegła w składzie: Ludmiła Żarkowa, Bucharina, Popkowa i Ludmiła Samotiosowa). Zdobyła srebrny medal w sztafecie 4 × 1 okrążenie na europejskich igrzyskach halowych w 1969 w Belgradzie (w składzie: Bucharina, Popkowa, Ludmiła Gołomazowa i Samotiosowa), a w biegu na 50 m odpadła w eliminacjach. Zajęła 6. miejsce w sztafecie 4 × 100 metrów na mistrzostwach Europy w 1969 w Atenach. Na pierwszych halowych mistrzostwach Europy w 1970 w Wiedniu zwyciężyła w 4 × 1 okrążenie (w składzie: Nadieżda Biesfamilna, Popkowa, Bucharina i Samotiosowa).
Zdobyła brązowy medal w sztafecie 4 × 100 metrów na mistrzostwach Europy w 1971 w Helsinkach (radziecka sztafeta biegła w ustawieniu: Żarkowa, Bucharina, Marina Sidorowa i Biesfamilna). Na igrzyskach olimpijskich w 1972 w Monachium odpadła w ćwierćfinale biegu na 100 metrów i zajęła 5. miejsce w finale sztafety 4 × 100 metrów.
Bucharina była mistrzynią ZSRR w biegu na 100 m w 1970.
Czterokrotnie ustanawiała rekordy ZSRR w sztafecie 4 × 100 metrów (do 43,4 s 20 października 1968 w Meksyku).
Rekordy życiowe Buchariny:
| Konkurencja        | Data i miejsce | Wynik  |
| ------------------ | -------------- | ------ |
| bieg na 100 metrów | 1972           | 11,3 s |